# Cyrtodactylus hikidai
Cyrtodactylus hikidai es una especie de gecos de la familia Gekkonidae.

## Distribución geográfica yhábitat
Es endémica de las selvas montanas al norte de la isla Natuna Besar (Indonesia). Su rango altitudinal oscila alrededor de 310 m s. n. m..